# Marlon Valverde
Marlon Aníbal Valverde Ramos (Quito) es un artista, cantante lírico, actor, músico, autor. compositor, empresario y productor, ecuatoriano, intérprete de obras de varios géneros, así como roles protagónicos de calidad y solvencia artística.

## Biografía y carrera
Realizó sus estudios en el Conservatorio Nacional de Música de Quito (1994 -  2000). Toda su formación la hizo con el Dr. Pancho Piedra. Desde noviembre del 2005 hasta agosto del 2006 recibió clases de canto lírico con María Eugenia Barrios (Cuba). Desde enero del 2007 hasta mayo de 2009 continuó su perfeccionamiento vocal con el maestro Aldo Verecchia (Italia).
Cofundador de la Compañía Lírica Nacional del Teatro Nacional  Sucre (enero de 2006).
Fundador y actual director de la Compañía Lírica Nacional del Ecuador (agosto de 2015).
Fundador y actual director de la Orquesta Luz de América (octubre de 2021).
Cantante de tesitura vocal muy amplia, cuyo repertorio incluye diversos géneros como oratorio, lied, ópera y música popular. Ha representado a Ecuador en dos festivales internacionales (España, Perú) y ha participado en varios conciertos de cámara y diversas presentaciones dentro y fuera de su país.
Entre sus más destacadas actuaciones como solista (2002 - 2006) se cuentan: “Carmina Burana” (Carl Orff), los recitales operísticos del Teatro Nacional Sucre, el Oratorio Les 7 paroles du Christ (Las Siete Palabras de Cristo) de Théodore Dubois, las Vesperae solennes de confessore de Mozart, el Réquiem de Mozart, la Misa Criolla de Ariel Ramírez.
El papel de Tamino en “La flauta mágica” de W. A. Mozart fue su primer debut en el rol operístico protagónico en junio de 2006; siguiendo con el papel de Simón Bolívar en el estreno mundial de la primera ópera ecuatoriana “Manuela y Bolívar” de Diego Luzuriaga en noviembre de 2006 y enero de 2007; en abril de 2007 canta el rol del hechicero en Dido y Eneas de Henry Purcell, esta vez cantando como contratenor; en agosto de 2008 interpreta a Don José en Carmen de Georges Bizet:  en el 2009 encarna nuevamente allLibertador Simón Bolívar en dos temporadas: Quito y Guayaquil (mayo y julio); en julio de 2010 interpreta a Nemorino en “El elixir de amor” de Gaetano Donizetti, en noviembre de 2013 interpreta el rol del Dr. Fausto, en la ópera “Fausto” de Charles Gounod. 
También ha incursionado en el género de zarzuela: Julián en la zarzuela "La verbena de la Paloma" de Tomás Bretón, marzo de 2007; Javier en “Luisa Fernanda” de Federico Moreno Torroba, octubre de 2010. En el género musical ha interpretado el rol de Anthony Hope en "Sweeney Todd" de Stephen Sondheim, en varias temporadas del Teatro Nacional Sucre (2010, 2011, 2012 - Quito, Cuenca, Guayaquil, Bogotá). 
Además, ha interpretado los siguientes roles protagónicos: Leandro en “La tabernera del puerto” de  Pablo Sorozábal; Rodolfo en "La Boheme" de Giacomo Puccini; Tebaldo en "I Capuleti e i Montecchi" de Vincenzo Bellini; Gonzalve y Torquemada en "L'Heure espagnole" de Maurice Ravel; Alfredo en "La Traviata" de Giuseppe Verdi, Cavaradossi en "Tosca" de Giacomo Puccini; Turiddu en "Cavalleria Rusticana" de Pietro Mascagni; Rodolfo en “Luisa Miller” de Giuseppe Verdi; Chenier en “Andrea Chénier” de Umberto Giordano; Loris en “Fedora” de  Umberto Giordano, Edgardo en “Lucia de Lammermoor” de Gaetano Donizetti.

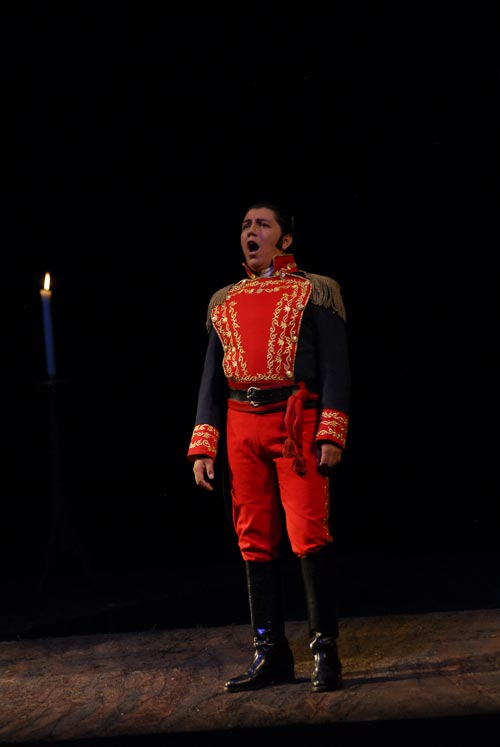
Marlon Valverde es Simón Bolívar en la ópera Manuela y Bolívar de D. Luzuriaga, mayo de 2009, Teatro Sucre de Quito (Foto de Alberto Suárez Revista "Misión Sabatina").

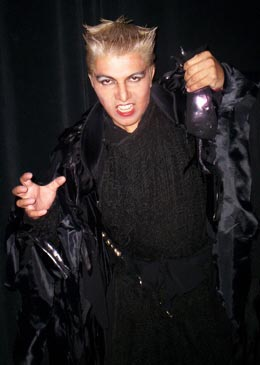
Marlon Valverde interpreta al hechicero en la ópera "Dido y Eneas de Henry Purcell, abril de 2007, Teatro Sucre de Quito (Foto de Ana Karina Viteri Revista "Misión Sabatina").

## Reconocimientos especiales
- Fue reconocido por primera vez a nivel nacional como "el primer tenor ecuatoriano". en entrevista en vivo del programa de televisión "La hora nacional" de Canal UNO de Ecuador.[8]
- El presidente de Ecuador Rafael Correa asiste a la ópera "Manuela y Simón" en Guayaquil y expresa sus mejores sentimientos de admiración y respeto para todos los artistas de esta nueva puesta en escena, en cadena nacional al día siguiente a través del canal del estado.[9]
- La alcaldesa de la Provincia de Tumbes (Perú), Marjorie Jiménez, resalta la presencia del artista Valverde como embajador cultural en el canto lírico, y le entrega el pin de oro de la ciudad, resolución de alcaldía y diploma de honor como visitante distinguido en reconocimiento a su carrera artística internacional.[10]
- Visitante distinguido de la ciudad de Tumbes.[11]

## Autor y compositor
- Sueños de poeta (Libro de poesía y composiciones musicales en varios géneros)
- Cantemos (Canciones cristianas del pueblo de Dios)
- Canto para todos (Método inicial de canto)
- Colección de arreglos vocales para el mundo (varios arreglos corales)

## Discografía
- Jesucristo Rey, enséñame a amar (música cristiana)
- Ópera mía (arias de ópera con orquesta sinfónica)
- Zarzuela mía (arias de zarzuela con acompañamiento de piano)
- Himnos de mi patria (himnos de Ecuador con acompañamiento de orquesta sinfónica y banda sinfónica)
- Para la novia eterna (boleros inolvidables)
- Raíces (Los mejores pasillos y sus mejores intérpretes)
- Tradicionales de oro (música tradicional ecuatoriana)
- Rumbashow (música tropical)
- Jazz infinito (Jazz)
- Música de vida (música cristiana)
- Navidad maravillosa (temas para la temporada navideña)
- España de siempre (música tradicional española)
- ¡Viva México! (música tradicional mexicana)
- Rock eterno (obras insignes del rock en español)
- Para la mujer que amo (composiciones de la autoría de Marlon Valverde)
- Voces de Libertad (homenaje a Latinoamérica)
- Generación Godoy (música perteneciente a esta generación de compositores ecuatorianos)
- Compositores amigos (música de varios autores de Ecuador)
- Música del mundo (varios autores)
- Valverde canta a Lavoe (tributo)
- TENORES en concierto (los tres tenores de Ecuador)
- Lecuonashow (música cubana)
- Esencia ecuatoriana (con invitados especiales)
- Ecuador en mosaico (varios ritmos ecuatorianos con música de Luis Valverde)
- Rockola con sentido (composiciones propias)
- YHWH (composiciones propias de carácter espiritual con formas musicales hebreas)
- Vocalizos Básicos (obra metodológica con vocalizaciones para estudiantes iniciales, medios y avanzados de canto)

## Otras actividades
- Desde enero de 2004 hasta diciembre de 2006, profesor de canto en el Conservatorio Superior Nacional de Música de Quito.
- Desde enero de 2007 hasta la actualidad dirige la cátedra de canto en la Escuela de Formación Artística Nacional MISIONARTE.